# Происшествие с Boeing 747 над Тихим океаном
Происшествие с Boeing 747 над Тихим океаном — авиационное происшествие, произошедшее вечером 28 декабря 1997 года. Авиалайнер Boeing 747-122 авиакомпании United Airlines выполнял плановый межконтинентальный рейс UA826 по маршруту Токио—Гонолулу, но примерно через 2 часа после взлёта, находясь на крейсерской высоте 9448 метров, попал в турбулентность ясного неба и резко снизился на 30 метров. Были серьёзно ранены 15 пассажиров и 3 члена экипажа. Самолёт развернулся и благополучно приземлился в аэропорту вылета, но одна 32-летняя пассажирка скончалась.

## Самолёт
Boeing 747-122 (регистрационный номер N4723U, заводской 19882, серийный 175) был выпущен в 1971 году (первый полёт совершил 17 декабря). 6 января 1972 года был передан авиакомпании United Airlines. Оснащён четырьмя турбовентиляторными двигателями Pratt & Whitney JT9D-7A. На день происшествия совершил 19 723 цикла «взлёт-посадка» и налетал 92 520 часов.

## Происшествие
Рейс UA826 вылетел из Токио в 20:30 JST, на его борту находились 19 членов экипажа и 374 пассажира (в основном граждане Японии); самолётом управляли 3 опытных пилота (КВС налетал свыше 15 000 часов и свыше 1100 из них на Boeing 747, второй пилот налетал свыше 10 000 часов и свыше 1500 из них на Boeing 747, а бортинженер налетал свыше 3500 часов и свыше 850 из них на Boeing 747). Лайнер достиг крейсерской эшелона 9448 метров чуть менее чем через 30 минут. Первоначально полёт планировался на высоте 10 700 метров, но авиадиспетчер предписал занять меньший эшелон из-за воздушного движения. На маршруте рейса 826 не прогнозировалось сильной турбулентности или грозы.
На крейсерской высоте лайнер всё-таки столкнулся с турбулентностью. Командир включил табло «FASTEN SEATBELT» и отключил его через 15 минут, после того, как турбулентность утихла. После этого КВС объявил пассажирам, что турбулентность всё ещё возможна и что ремни безопасности должны быть пристёгнуты. Бортпроводник продублировал сообщение командира на японском языке.
Примерно через 1 час полёта (в 21:30) снова загорелось табло «FASTEN SEATBELT», но при этом экипаж не сделал объявления. Примерно через 2 минуты не сильной турбулентности рейс UA826 внезапно снизился, поднялся вверх, а затем снова опустился с большой скоростью. Лайнер накренился вправо и круто набрал высоту, прежде чем снова опустить носовую часть вниз. После очередного набора высоты самолёт был стабилизирован.
После инцидента 32-летняя пассажирка Кономи Катаура (англ. Konomi Kataura, яп. 片浦コノミ), у которой ремень безопасности был расстёгнут, была найдена в проходе лежащей без сознания и сильно истекающей кровью. Несмотря на попытку реанимации, предпринятую бортпроводниками и врачом-пассажиром, вскоре она скончалась.
У 15 пассажиров и 3 бортпроводников были переломы позвоночника и шеи. Ещё 87 пассажиров получили ушибы, растяжения связок и другие незначительные травмы. Несмотря на то, что ближайшим аэропортом у рейса 826 в момент происшествия был аэропорт Хендерсон Филд на атолле Мидуэй, командир решил вернуться в аэропорт вылета, поскольку имеющиеся там наземные медицинские службы были гораздо лучше.
В 23:10 JST рейс UA826 благополучно приземлился в аэропорту Новый Токио.

## Расследование
Параметрический самописец пострадавшего лайнера, проанализированный Национальным советом по безопасности на транспорте (NTSB), зафиксировал пиковую перегрузку 1,814 g при первом резком наборе высоты. Затем данные показали, что перегрузка упала до отрицательного −0,824g.
Расследование NTSB установило одну из причин происшествия. Никто не мог вспомнить, что слышал характерный звуковой сигнал, когда примерно за 2 минуты до события турбулентности загорелось табло «FASTEN SEATBELT», и никаких объявлений от экипажа о том, что табло горит, также не было сделано ни на английском, ни на японском языках.
После происшествия авиакомпания United Airlines выпустила сводку под названием «Столкновение с турбулентностью и гибель пассажиров», в котором подробно описывались события на борту рейса UA826 и подчёркивалась важность объявлений экипажа для пассажиров. Авиакомпания также приняла меры по обеспечению соблюдения своей политики пристёгивания ремней безопасности, даже когда табло «FASTEN SEATBELT» отключено.
Вскоре после происшествия борт N4723U был выведен из эксплуатации. Также United Airlines заявила в январе 1998 года о намерениях продать пострадавший самолёт, но в итоге он был порезан на металлолом.